# Bazylika Matki Bożej przy Via Lata
Bazylika Matki Bożej przy Via Lata (wł. Basilica di Santa Maria in Via Lata) – rzymskokatolicki kościół tytularny w Rzymie. 
Świątynia ta jest kościołem rektoralnym parafii świętych Dwunastu Apostołów w Rzymie oraz kościołem tytularnym, mającym również rangę bazyliki mniejszej. Jest też kościołem stacyjnym z piątego wtorku Wielkiego postu.

## Lokalizacja
Bazylika znajduje się w IX Rione Rzymu – Pigna przy Via del Corso 306. Fragment starożytnej droga Via Flaminia położony w obrębie Rzymu nosił nazwę Via Lata – obecnie natomiast jest to Via del Corso.

## Historia
Początki kościoła w tym miejscu wiążą się z dawną diakonią, czyli miejscem, w którym pomagano potrzebującym (np. dając im żywność). Do jednego z pomieszczeń diakoni dodano apsydę i utworzono w nim kaplicę. Problematyczne jest datowanie powstania tego miejsca kultu, jako moment założenia podaje się IV wiek, jednak nie ma na to dowodów. Freski znalezione w czasie wykopalisk pod bazyliką pochodzą głównie od końca VII do XI wieku, chociaż są również fragmenty z końca VI wieku. Natomiast najwcześniejsza wzmianka w dokumentach pochodzi z 806 roku. Opis z XVII wieku stwierdza, że świątynię założono za pontyfikatu papieża Sergiusza I w VII wieku. Uważa się, że kościół pierwotnie był pod wezwaniem świętych Pawła i Łukasza.
Uważa się, że w połowie VIII wieku kompleks stał się klasztorem obrządku bizantyjskiego, obsadzonym przez mnichów-uchodźców, którzy zbiegli przed prześladowaniami ze strony ikonoklastów w Cesarstwie Bizantyjskim. Kościół przeszedł co najmniej dwie duże renowacje przed przebudową w XI wieku. Podniesienie poziomu ulicy i zagrożenie świątyni zalaniem spowodowały jego przebudowę na wyższym poziomie w 1049 roku, część starego klasztoru, w tym oryginalna mała kaplica, zostały zachowane jako krypta. Orientacja kościoła była odwrotna do obecnej. Apsyda znajdowała się obok Arcus Novus, a nawa była krótsza niż obecnie.
Na początku XV wieku świątynia została poświęcona Matce Bożej w związku z rozwojem kultu wizerunku znajdującego się obecnie w głównym ołtarzu.
Na zachód od bazyliki, na obecnym wschodnim krańcu Piazza del Collegio Romano, znajdował się średniowieczny klasztor benedyktyński San Ciriaco de Camilliano (znany również jako Santi Ciriaco e Niccolò) założony w X wieku, a od XIII wieku zamieszkany przez zakonnice. Kościół św. Cyriaka był jednym z wielkopostnych kościołów stacyjnych. W związku ze złym prowadzeniem się mniszek klasztor został zlikwidowany, dekretem papieża Eugeniusza IV z 1435 roku kościół św. Cyriaka zamknięto, natomiast stacja wielkopostna i relikwie św. Cyriaka zostały przeniesione do bazyliki Santa Maria in Via Lata.
W latach 1491–1506 miała miejsce przebudowa bazyliki. Została zmieniona wówczas jej orientacja, fasada wejściowa znalazła się w miejscu wcześniejszej apsydy, powiększył się również obszar zajęty przez świątynię. W 1580 roku dobudowano dzwonnicę zaprojektowaną przez Martino Longhi il Vecchio. W 1594 roku Agostino Gasoli odnowił kryptę.
Kolejną przebudowę zlecił papież Aleksander VII w 1639 roku. Prace nadzorowane przez architekta Cosimo Fanzago zakończyły się nad konstrukcją w 1647, a we wnętrzu w 1650 roku. W latach 1658–1662 powstała fasada według projektu Pietro da Cortona.
W 1909 roku zlikwidowano parafię istniejącą przy kościele, co było związane z małą ilością parafian mieszkających na jej obszarze (teren zajmowały głównie różnego rodzaju gmachy i instytucje kościelne).

## Architektura i sztuka
Bazylikę wzniesiono z cegły, detale architektoniczne są z wapienia. Część wejściowa świątyni jest znacznie wyższa niż położona za nią reszta bazyliki.

### Dzwonnica
Pierwsza kondygnacja dzwonnicy jest częścią budynku przy lewej nawie kościoła. Druga kondygnacja jest wysokim prostopadłościanem z pustą niszą z każdej strony, a w narożach są pilastry podtrzymujące profilowane belkowanie zwieńczone gzymsem. Trzecia kondygnacja ma z każdej strony wysoki otwór zamknięty łukiem pełnym, flankowany w narożnikach przez jońskie pilastry. Całość wieńczą odcinkowe frontony. Dzwonnica przykryta jest kopułą osadzoną na bębnie. W dzwonnicy zawieszono trzy dzwony, z których dwa mają daty: 1465 i 1615.

### Fasada
Fasada z trawertynu ma dwie kondygnacje tej samej szerokości. Centralną część każdej z nich stanowi portyk, otoczony cofniętymi wąskimi strefami bocznymi.
Pierwsza kondygnacja ma loggię zajmującą całą wysokość. W części środkowej umieszczono cztery kolumny korynckie, otaczają je potrójne pilastry w tym samym stylu. W narożach stref bocznych są kolejne pilastry. Ponadto w strefach bocznych umieszczono po pionowym prostokątnym oknie.
Kolumny i pilastry wspierają belkowanie, biegnące przez całą szerokość fasady i oddzielając kondygnacje. Na fryzie umieszczono inskrypcję: Deiparae Virgini Semper Immaculatae  MDCLXII („Bogurodzicy Dziewicy zawsze niepokalanej 1662”).
Druga kondygnacja również ma loggię o formie serliany z czterema korynckimi kolumnami. Na łuku umieszczono zwój z imieniem papieża Aleksandra VII. Środkową część kondygnacji ogranicza para kolumn przed podwójnymi pilastrami. Kondygnację zwieńcza trójkątny frontonu, w który wchodzi środkowy łuk. W narożach stref bocznych znajdują się pilastry, a w części środkowej tych stref umieszczono puste nisze.
Właściwe wejście do kościoła w loggii jest otoczone kolejnymi czterema korynckimi kolumnami, a nad drzwiami znajduje się tondo z płaskorzeźbą Maryi autorstwa Cosimo Fancelli.

### Wnętrze bazyliki
Wnętrze bazyliki jest trójnawowe z półkolistą apsydą. Na końcu obu naw bocznych znajdują się kaplice. W niszach w ścianach naw bocznych umieszczono po dwa ołtarze boczne.
Arkady między nawami mają po 7 przęseł. Arkady wspiera w sumie dwanaście korynckich kolumn z czerwono-białego jaspisu sycylijskiego ze złoconymi kapitelami. Nad nimi znajduje się belkowanie biegnące wokół całego kościoła, powyżej w bocznych ścianach nawy umieszczono okna.
Centralny fresk na suficie z 1650 roku przedstawiający Koronację Matki Bożej, autorstwa Giacinto Brandi, został odrestaurowany w 1863 roku.
Chór kolegialny znajduje się przed prezbiterium i zajmuje dwa ostatnie przęsła nawy. Drewniane stalle chóru zostały wykonane przez Francesco Speranza w 1628 roku. Marmurowa podłoga przetrwała z XV-wiecznego kościoła. Na gzymsie belek nad wejściem do chóru stoi para aniołów z pochodniami. W przeszłości były one przypisywane Berniniemu, być może pochodzą z jego szkoły. Kaseton sufitowy nad chórem zawiera fresk autorstwa Viviano Codazzi.

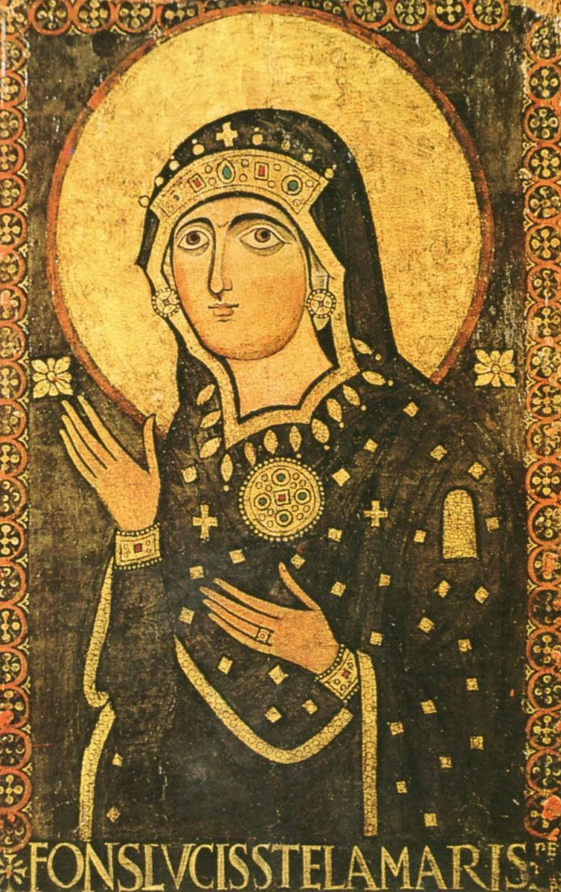
Madonna Advocata, XII w.

W ołtarzu umieszczono obraz Madonna Advocata z XII wieku z napisem Fons lucis stela maris sygnowany Petrus pictor. Pod ołtarzem znajdują się relikwie św. Agapita, diakona i męczennika z III wieku, rzekomo umieszczone tutaj przez papieża Sergiusza I na początku VIII wieku.
Ołtarze boczne w prawej nawie poświęcone są św. Andrzejowi Apostołowi i św. Józefowi. Tonda na ścianach tej nawy przedstawiają wydarzenia z życia Jezusa: zwiastowanie, narodzenie, ofiarowanie, pokłon trzech króli. Z kolei tonda na ścianach lewej nawy przedstawiają odpowiadające wydarzenia z życia Maryi: zapowiedź narodzenia Maryi św. Annie i Joachimowi, narodziny Maryi, prezentację Maryi w świątyni, zaślubiny Maryi ze św. Józefem. W ołtarzach lewej nawy znajdują się obrazy: Pietri Matka Boża z Dzieciątkiem i świętymi Antonim Padewskim, Wawrzyńcem, Praksedą i Wenancjuszem oraz Pier Leone Ghezzi Św. Paweł chrzczący św. Sabinę z synami.

#### Kaplice boczne
Kaplica krucyfiksu
Kaplica krucyfiksu znajduje się na końcu prawej nawy bocznej. Ołtarz w niej jest drewniany z XVII lub XVIII wieku. Na ołtarzu znajduje się polichromowane marmurowe tabernakulum w kształcie okrągłej świątyni.
Kaplica św. Cyriaka
Kaplica na końcu lewej nawy bocznej zawiera relikwie św. Cyriaka z Ostii (biskupa i męczennika z III wieku) pochodzące z kościoła pod wezwaniem tego świętego.

### Podziemia bazyliki
Podziemna część bazyliki od dawnych czasów była uznawana za dom, w którym św. Paweł spędził dwa lata w areszcie domowym oczekując na proces. W domu tym jakoby również mieli gościć św. Piotr oraz św. Łukasz (który miał tu namalować wizerunek Madonny).
Poważne badania archeologiczne rozpoczęły się tutaj dopiero na początku XX wieku. Stwierdzono istnienie pozostałości dużej starożytnej rzymskiej budowli, być może mającej nawet ok. 250 metrów długości, zidentyfikowano zbudowaną w niej kaplicę i diakonię z końca VII wieku. Znajdują się tu malowidła ścienne od VII do XI wieku, ale niektóre z nich zostały oderwane od ścian i zabrane do muzeum Crypta Balbi. Dostęp do podziemi jest od strony loggii wejściowej przez XVII-wieczne schody. Zwiedzającym udostępniono sześć pomieszczeń.
Jedno z nich, według legendy, było miejscem uwięzienia św. Pawła. Znajduje się w nim starożytna kolumna z wyrytym krzyżem i napisem Verbum Dei non est alligatum, na kolumnie stoi marmurowa urna z wyrytym symbolem Chi Rho. Ślady rdzy na kolumnie wskazują, że kiedyś był owinięty wokół niej żelazny łańcuch, przy czym w 2010 roku łańcuch faktycznie znaleziono w sąsiedniej studni. Według legendy studnia ta (nadal zawierająca wodę) była wykorzystywana do chrztów przez św. Piotra.
Kolejne pomieszczenie to oryginalna kaplica diakonii z apsydą. Znajduje się w niej starożytny kwadratowy ołtarz. Ściany kaplicy zdobiły freski, teraz bardzo zniszczone.

## Kardynałowie diakoni
Bazylika Santa Maria in Via Lata jest jednym z kościołów tytularnych nadawanych kardynałom-diakonom (Titulus Sanctae Mariae in Via Lata).
- Teodoryk[a] OSBCas (1084-1098?)
- Paganus[a] (1099)
- Romualdo (ok. 1109-1121)
- Uberto Rossi Lanfranchi (1123-1126)
- Piotr OSB (1126-1128)
- Guido di Castello CanReg (1129?-1133)
- Humbald (1135-1143)
- Piotr (1145-ok. 1150)
- Gerard de Namur (1152-1155)
- Raymond de Nîmes (1158-1176?)
- Ardoino da Piacenza CanReg (1178)
- Soffredo (1182-1193)
- Pietro Capuano (1193-1200)
- Giovanni da Ferentino (1204-1212)
- Tommaso da Capua (1216)
- Ottaviano Ubaldini (1244-1272)
- Giacomo Colonna (1278-1297)
- Luca Fieschi (1300-1336)
- Nicolas de Besse (1344-1369)
- Pierre de Vergne (1371-1403)
- Antonio de Challant (1404-1412)
- Domenico Capranica (1430-1443), in commendam (1443-1458)
  - Rodrigo Borgia in commendam (1458-1492)
- Juan de Borja (1496-1500)
- Pedro Luis de Borja (1500-1503), in commendam (1503-1511)
- Marco Cornaro (1513-1523)
- Alessandro Cesarini (1523-1540)
- Nicolò Ridolfi (1540-1550)
- Innocenzo Cibo (1550)
- Niccolò Gaddi, kardynał diakon (1550-1551), kardynał prezbiter pro hac vice (1551-1552)
- Guido Ascanio Sforza (1552-1564)
- Ippolito d’Este (1564)
- Vitellozzo Vitelli (1564-1568)
- Innocenzo Ciocchi del Monte (1568-1577)
- Antonio Carafa (1577-1583)
- Ludovico d’Este (1583-1586)
- Ferdynand Medyceusz (1587-1588)
- Francesco Sforza di Santa Fiora (1588-1617)
- Odoardo Farnese (1617-1621)
- Andrea Baroni Peretti (1621)
- Alessandro d’Este (1621-1623)
- Carlo Emmanuele Pio (1623-1626)
- Maurycy Sabaudzki (1626-1642)
- Antonio Barberini (1642-1653)
- Giangiacomo Teodoro Trivulzio (1653-1655)
- Giulio Gabrielli (1655-1656)
- Virginio Orsini (1656-1666)
- Francesco Maidalchini (1666-1689)
- Nicolò Acciaioli (1689)
- Urbano Sacchetti (1689-1693)
- Benedetto Pamphili (1693-1730)
- Lorenzo Altieri (1730-1741)
- Carlo Maria Marini (1741-1747)
- Alessandro Albani (1747-1779)
- Domenico Orsini d’Aragona (1779-1789)
- Ignazio Gaetano Boncompagni-Ludovisi (1789-1790)
- Gregorio Antonio Maria Salviati (1790-1794)
- Vincenzo Maria Altieri (1794-1798)
- Antonio Maria Doria Pamphili (1800-1821)
- Fabrizio Dionigi Ruffo (1821-1827)
- Giuseppe Albani (1828-1834)
- Tommaso Riario Sforza (1834-1857)
- Ludovico Gazzoli (1857-1858)
- Giuseppe Ugolini (1858-1867)
- Giacomo Antonelli (1868-1876)
- Prospero Caterini (1876-1881)
- Teodolfo Mertel (1881-1884)
- Lorenzo Ilarione Randi (1884-1887)
- Joseph Hergenröther (1888-1890)
- Isidoro Verga (1891-1896)
- Luigi Macchi (1896-1907)
- Louis Billot SJ (1911-1927)
- Giuseppe Pizzardo kardynał prezbiter pro hac vice (1937-1948)
- Valerian Gracias kardynał prezbiter pro hac vice (1953-1978)
- Władysław Rubin (1979-1990), kardynał prezbiter pro hac vice (1990)
- Edward Cassidy (1991-2002), kardynał prezbiter pro hac vice (2002-2021)
- Fortunato Frezza (od 2022)